# Вилхелм фон Апел
Вилхелм фон Апел (на немски: Wilhelm von Apell) е немски офицер, служил по време на Първата и Втората световна война

## Биография

### Ранен живот и Първа световна война (1914 – 1918)
Вилхелм фон Апел е роден на 16 януари 1892 г. в Бюкебург, Германска империя. През 1910 г. постъпва в армията като офицерски кадет от 7-и стрелкови батальон. През следващата година е възпроизведен в чин лейтенант. Участва в Първата световна война с това подразделение и се издига до звание оберлейтенант.

#### Междувоенен период
След войната се присъединява към Райхсвера. През август 1938 г. е назначен за командир на 11-и кавалерийски стрелкови полк

### Втора световна война (1939 – 1945)
От 16 февруари 1940 г. получава командването на 9-а стрелкова бригада. С 25 септември 1941 г. му е поверено ръководството на 22-ра танкова дивизия. През юли 1942 г. се разболява, а на 8 октомври е изпратен в резерва. С 15 март 1943 г. е назначен за инспектор на запасните войски във Виена, Австрия. До края на войната не получава друго назначение.

#### Пленяване и смърт
Пленен е от американските войски на 8 април 1945 г. и е освободен на 11 юни 1947 г. Умира на 7 март 1969 г. във Фарнхолт, близо до Баден-Баден, Германия.

## Офицерски звания
- Оберст – 1 октомври 1938 г.
- Генерал-майор – 1 април 1941 г.
- Генерал-лейтенант – 1 април 1943 г.

## Военна декорация
- Германски орден „Железен кръст“ (1914) – II (16 септември 1914) и I степен (3 октомври 1915)
- Германска „Значка за раняване“ (?) – черна и сребърна (?)
- Хамбургски кръст „Ханзай“ (?)
- Германски „Кръст на честта“ (24 декември 1934)
- Германски Възпоменателен медал от 13 март 1938 (?)
- Германски Възпоменателен медал от 1 октомври 1938 (?)
- Германски орден „Железен кръст“ (1939, повторно) – II (23 септември 1939) и I степен (16 октомври 1939)
- Германска „Танкова значка“ (?)
- Рицарски кръст (14 май 1941)
- Упоменат в ежедневния доклад на Вермахтберихт (12 април 1941)